# Musée de l'Air et de l'Espace
Het Musée de l'Air et de l'Espace (ook wel bekend onder de afkorting MAE) in Le Bourget, vlak bij Parijs, is het belangrijkste luchtvaartmuseum van Frankrijk, en een van de grootste ter wereld. Het museum staat op het grondgebied van de luchthaven Le Bourget. De reservestukken worden grotendeels bewaard in Dugny, tegenover het museum.
Een deel van de toestellen wordt tentoongesteld in de hallen, waaronder de Grande galerie. De minder breekbare stukken staan in de open lucht.

## Geschiedenis
Na een voorstel van Albert Caquot werd in 1919 een museum gebouwd aan de Boulevard Victor in het 15e arrondissement van Parijs, om twee jaar later officieel te worden geopend. Veel stukken werden echter provisorisch opgeslagen in Chalais-Meudon. Tijdens de Tweede Wereldoorlog sloten de Duitsers het museum. Alle stukken werden overgebracht naar Chalais-Meudon, en pas vanaf 1975 werd langzaam begonnen met de bouw van een nieuw museum op het vliegveld van Le Bourget.

### Renovatie
Bij de opening in 1975 besloeg het museum een hangar en een deel van het voorplein, aan de zuidzijde van de luchthaven. In 1977 zorgde de afname van het handelsverkeer voor een snelle omschakeling van het vliegveld naar zakelijke vluchten, waardoor er ruimte vrijkwam voor een uitbreiding van het MAE. Deze greep die kans met beide handen aan, en tot 1983 kwam er gemiddeld elke twee jaar een nieuwe hal bij.
In 1987 werd op het vliegveld, dat sinds 1977 sterk van karakter was veranderd, La Grande Galerie geopend, met daarin een schitterende collectie van vliegtuigen uit de beginperiode van de luchtvaart en tijdens de Eerste Wereldoorlog. Het voorplein werd in 1999 in ere hersteld, en de Hall de l'Espace werd, evenals het Planétarium, in 2000 compleet gerenoveerd.
Vandaag de dag is het een openbare instelling, onder het toezicht van het Franse Ministerie van Defensie.

### Conservators
- 1919-1927: Kapitein Hirschauer
- 1927-1958: Charles Dollfus
- 1958-1972: Kolonel Jacques Rougevin-Baville
- 1993-heden: Christian Tilatti

### Directeuren
- 1972-19??: Generaal Pierre Lissarague
- 19??-2001: Generaal Jean-Paul Siffre
- 2001-2005: Generaal Marc Alban
- 2005-heden: Gérard Feldzer

## Collectie

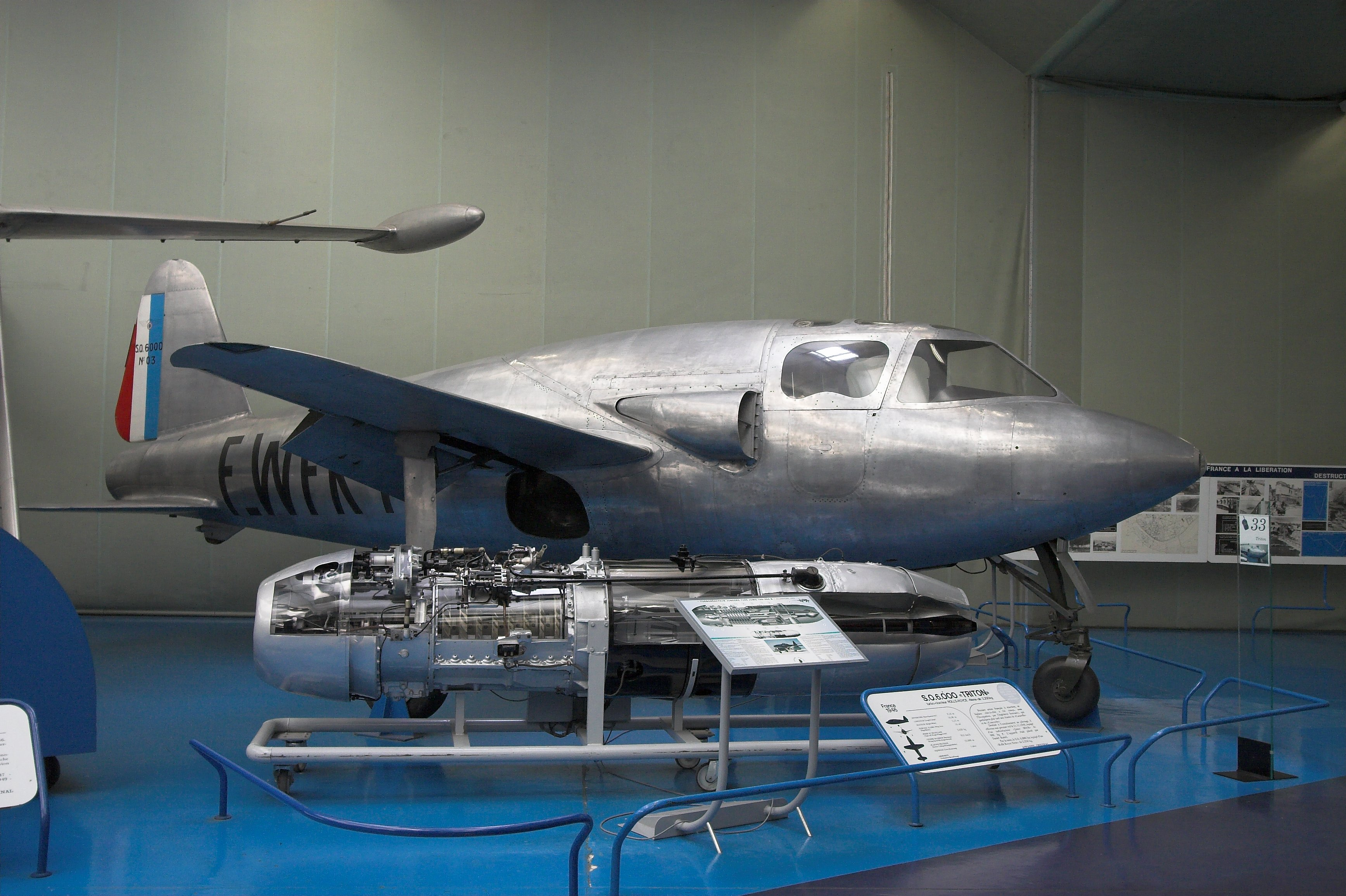
SO.6000 Triton nº3

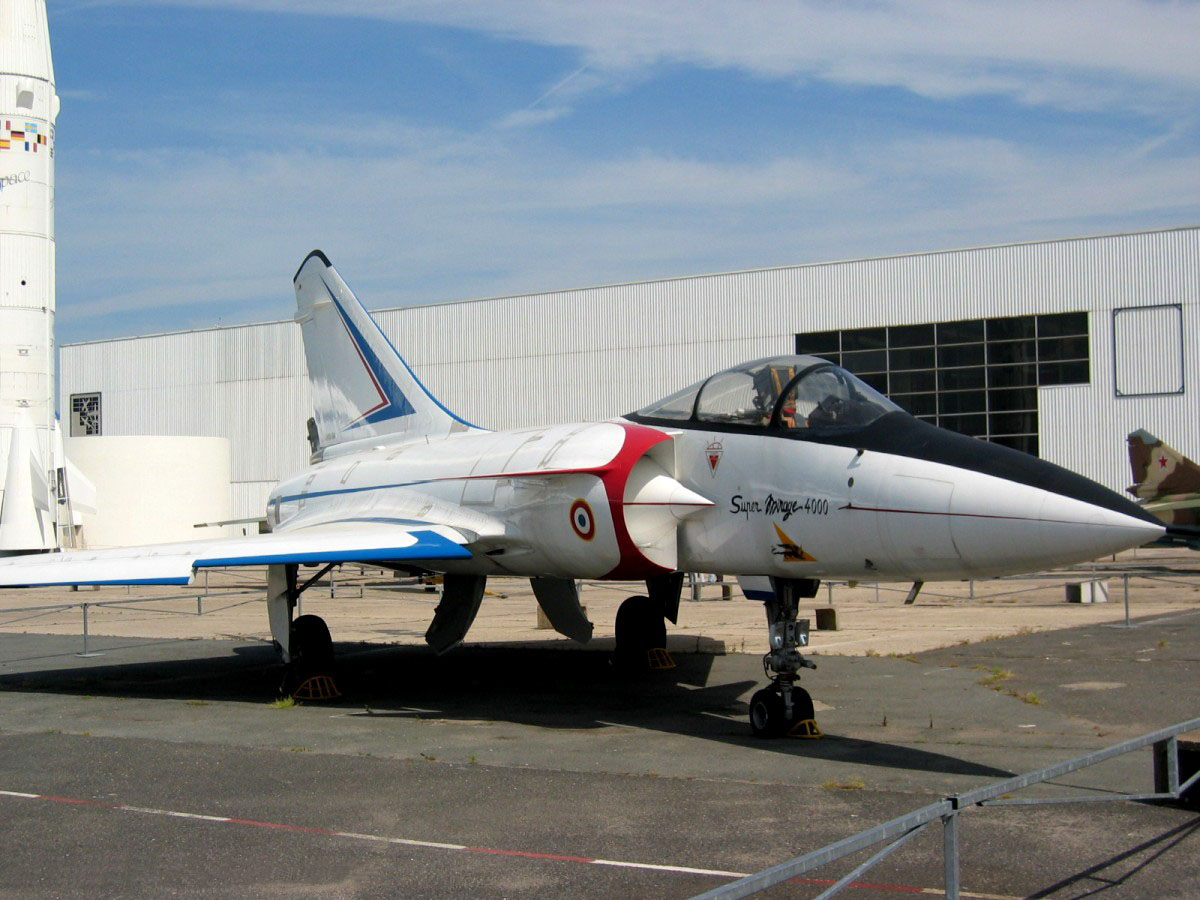
Prototype van de Dassault Mirage 4000 op het buitenterrein

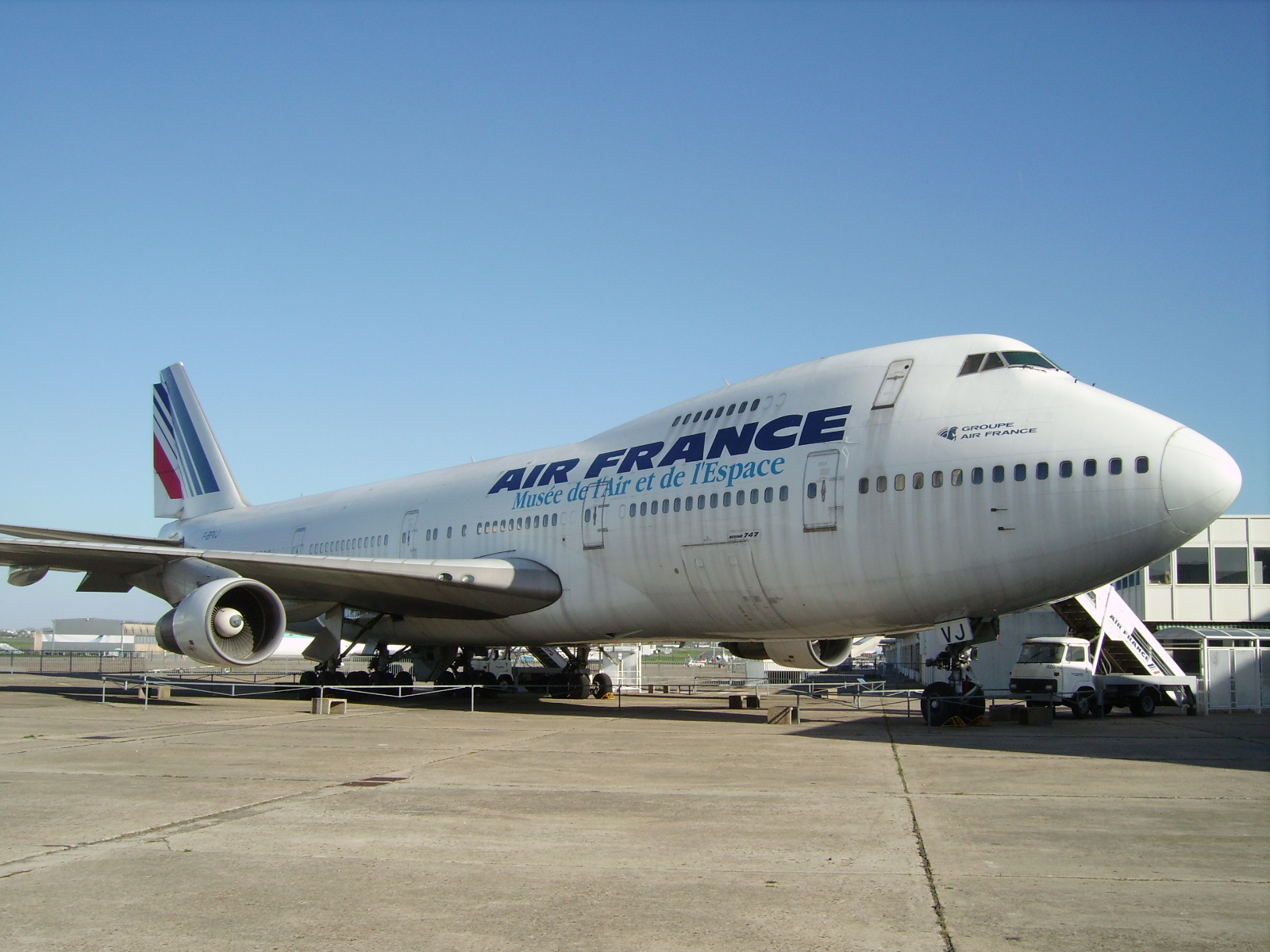
Boeing 747

De permanente collectie bevat onder andere:
- Massia-Biotzweefvliegtuig (30 kg): het oudste zweefvliegtuig ter wereld
- Een "Demoiselle" van Alberto Santos-Dumont (130 kg inclusief motor)
- Een Voisin-Farman uit 1907
- Een Blériot XI van het type waarmee hij Het Kanaal overvloog op 2 juli 1909
- Een van de Blériots XI van Pegout, de eerste Franse luchtacrobaat
- Het watervliegtuig van Henri Fabre, dat in 1910 opsteeg vanaf het Étang de Berre ;
- De Monocoque van Deperdussin, een van de eerste vliegtuigen die de 200 km/u haalden
- De Morane-Saulnier type H, een van de eerste betrouwbare toestellen, waarmee Roland Garros de Middellandse Zee overstak.

Daarnaast is er een groot aantal vliegtuigen te zien die van essentieel belang waren tijdens de Eerste Wereldoorlog, waaronder de Voisin L, de Caudron G3, de SPAD S.VII, de Nieuport 11, de Junkers J 9, de Breguet XIV en de De Havilland DH9.
Ondanks de progressie van de Amerikaanse luchtvaart tijdens het interbellum zijn de vliegtuigen uit deze periode in het MAE van Europese makelij:
- Een Bernard 191 (Oiseau Canari)
- Een Breguet XIX, Caudron-635 "Simoun", Farman-F60 ;
- Een Potez-53 (winnaar van de Deutsch de la Meurthe-bokaal met 622 km/u in 1933)

Er zijn Duitse, Amerikaanse, Engelse en Russische vliegtuigen te zien uit de Tweede Wereldoorlog, evenals een uniek Frans toestel, de Dewoitine D.520.
Tussen de naoorlogse vliegtuigen staan onder andere:
- Een Leduc 010 en -022
- Een Nord 1500 "Griffon II"
- Een Atar Volant
- Een Payen Pa-49.

Tevens zijn er drie toestellen te vinden van vliegtuigconstructeur Marcel Dassault: (het prototype van) de Mirage 4000, de Mirage 2000 en de Dassault Mirage III. Er zijn ook twee Concordes en een Boeing 747 te vinden, beiden toegankelijk voor publiek, evenals stukken uit de ruimtevaart.